# إثيل كولبرن ماين
إثيل كولبرن ماين (بالإنجليزية: Ethel Colburn Mayne)‏ (7 يناير 1865 في جمهورية أيرلندا - 30 أبريل 1941 في المملكة المتحدة)؛ مترجمة، صحفية وروائية أيرلندية.